# Myth
Myth es una saga de videojuegos de estrategia, ambientada en la antigüedad, donde se hace presente una gran mitología, batallas contra seres sobrenaturales y mucha violencia.

## Títulos de la saga
La saga consta de los siguientes títulos:
- Myth: The Fallen Lords - noviembre de 1997
- Myth II: Soulblighter - 1998
- Myth II: Chimera - 1999
- Myth: The Total Codex - 1999
- Myth II: Worlds - 2001
- Green Berets - Powered by Myth II - 2001
- Myth III: The Wolf Age - diciembre de 2001

## Detalles
Myth: The Fallen Lords fue el juego debut de la saga, en donde se innovaba en el motor de los juegos de estrategias, al implementar una visión tridimensional del escenario en el que juegas. La cámara la puedes mover para todas las direcciones, haciendo más dinámico el juego.
Además, no era el típico juego de construir un ejército para atacar a otro, en la misión una comenzaba con determinado número de unidades, con las cuales debía arreglárselas para ganar.
La sangre y la violencia eran abundantes en las batallas de personas contra seres mitológicos.
Fue en su momento un juego revolucionario de la compañía Bungie Software. La banda sonora del juego se vendió como un disco aparte debido a su gran calidad.